# Parectyphus namibiensis
Parectyphus namibiensis är en tvåvingeart som beskrevs av Hesse 1972. Parectyphus namibiensis ingår i släktet Parectyphus och familjen Mydidae.
Artens utbredningsområde är Namibia. Inga underarter finns listade i Catalogue of Life.